# هيمش باتيل
هيمش جيتندرا باتيل (مواليد 13 أكتوبر 1990) هو ممثل ومغني إنجليزي. شارك بفيلم تينيت.

## فيلموغرافيا

### الأفلام
| عام        | عنوان        | وظيفة     | ملاحظات    |
| ---------- | ------------ | --------- | ---------- |
| 2019       | في الامس     | جاك مالك  |            |
| 2019       | الملاحون     | جون ترو   |            |
| 2020       | تينيت        | ماهر      |            |
| 2022       | موريس المذهل | كيث (صوت) | في الانتاج |
| يُعلن لاحقًا | لا تبحث      | فيليب     | التصوير    |

### التلفاز
| عام       | عنوان              | وظيفة          | ملاحظات                         |
| --------- | ------------------ | -------------- | ------------------------------- |
| 2007-2016 | إيست إندرس         | تموار مسعود    | فريق التمثيل الرئيسي ، 566 حلقة |
| 2013      | الأطفال المحتاجون  | راقصة الجاز    | حلقة واحدة                      |
| 2016-2018 | ملعون              | نيتين          | 12 حلقة                         |
| 2017      | ذروتها             | أميت           | الحلقة: "مهرجان الجنس"          |
| 2017      | الام               | السيد جلينكودي | حلقة واحدة                      |
| 2020      | النجوم             | إيمري ستينز    | مسلسلات                         |
| 2020      | شارع 5             | جوردان حتوال   | فريق التمثيل الرئيسي ، 5 حلقات  |
| 2020      | المحطة الحادية عشر | جيفان          | مسلسلات قادمة                   |